# Elecciones generales de Suecia de 1988
Las elecciones generales se celebraron en Suecia el 18 de septiembre de 1988. El Partido Socialdemócrata (S) siguió siendo el partido más grande en el Riksdag, ganando 156 de los 349 escaños. Después de las elecciones de 1985, el Primer Ministro Olof Palme del Partido Socialdemócrata (S) fue asesinado en febrero de 1986 y sucedido por el Viceprimer Ministro Ingvar Carlsson. Las elecciones de Riksdag de 1988 se llevaron a cabo simultáneamente con las municipales.
Como en las anteriores elecciones, el bloque socialista (compuesto por los socialdemócratas y el partido de izquierda (comunista)) fue nuevamente desafiado por el bloque no socialista o "burgués" de centroderecha del Partido Moderado (M) (conservador), el Partido Popular (FP) (liberales) y el Partido del Centro (C). Carlsson centró su campaña en asuntos internos, señalando el buen historial económico de su administración (bajo desempleo, aumento de la producción industrial, alto nivel de vida), pero también enfatizó la necesidad de mejorar el sistema de bienestar y reducir las altas tasas impositivas. La oposición tradicional, aunque exigía un mayor crecimiento económico, no pudo llegar a un programa común, especialmente frente a la reducción de impuestos. Además, todas las partes prometieron tomar medidas sobre el medio ambiente, tema que aparentemente superó a todos los demás en las encuestas de opinión pública y aumentó la popularidad del Partido Verde (MP).
En el día de votación marcado por una participación relativamente baja (para un país que desde 1948 tenía participaciones mayores al 70%), el bloque socialista quedó prácticamente indemne, conservando una mayoría absoluta de escaños en el Riksdag.  Los Verdes obtuvieron suficientes votos (principalmente a expensas de los partidos burgueses) para convertirse en el primer partido nuevo en el Riksdag en 70 años, pero no lo suficiente como para obtener el equilibrio de poder como lo habían predicho las encuestas. El primer ministro Carlsson, aunque llamado "El pie" en referencia a su apariencia simple, pudo superar los recientes escándalos políticos que habían afectado a su Gobierno y, el 4 de octubre, anunció la composición de su nuevo gabinete.

## Campaña
Con un 2,3% de desempleo y las finanzas del gobierno en equilibrio, el gobierno socialdemócrata tenía una buena posición de partida. Luego, el llamado asunto de Ebbe Carlsson estalló el 1 de junio cuando Expressen pudo revelar que Ebbe Carlsson estuvo involucrado en la investigación sobre el asesinato de Olof Palme. Cuando el periódico le preguntó a la ministra de Justicia, Anna-Greta Leijon, si había escrito una carta de recomendación a Carlsson, al principio lo negó, pero el mismo día se archivó esa carta y se selló de inmediato. Los partidos de derecha mantuvieron su escepticismo y el 7 de junio, la ministra de Justicia renunció.
A mediados de 1988, se observó el deterioro del medio ambiente: floraciones de algas en el mar Báltico, focas y playas cerradas. El debate sobre cómo las toxinas ambientales afectan la naturaleza favoreció al Partido Verde (MP), que participó en las elecciones anteriores. La entrada del Partido Verde (MP) significó en el Riksdag que entró un nuevo partido político por primera vez desde 1932.
El Partido del Centro (C), bajo su nuevo líder Olof Johansson, le daría nuevos aires al partido mejorando sus resultados. Esto a pesar del hecho de que en la elección anterior el partido había formado una alianza con la Unidad Democrática Cristiana (KDS). Al principio, a Johansson le resultó difícil llegar a la popularidad, pero cuando se plantearon las cuestiones ambientales al final de la campaña electoral, se le dio más espacio, ya que se consideró que este era uno de los problemas importantes para él y el partido. La popularidad de Johansson también aumentó con la audiencia que recibió el líder del partido en SVT la semana antes de las elecciones. La gran audiencia del líder del partido fue dirigida por Christer Petersson y Elisabet Höglund y tuvo una apariencia argumentativa y de confrontación. Eso molesto a muchos líderes del resto de los partidos por no poder hablar, los líderes que estaban en contra eran  Werner del Partido de la Izquierda-Comunistas (VPK), Carlsson del Partido Socialdemócrata (S), Bildt del Partido Moderado (M) y Schlaug Partido Verde (MP) que estaban notablemente molestos con los entrevistadores. Johansson fue quien mejor lo hizo, salió último entre los líderes del partido y tenía un estilo mucho más tranquilo. Comenzó su entrevista con bromas y risas con Elisabet Höglund, algo con lo que continuó durante toda la audiencia y que se volvió en su favor.
Las encuestas de opinión hacia los socialdemócratas se había mantenido estable alrededor del 45% hasta que varios negocios estuvieron expuestos en los medios unos meses antes de las elecciones, pero a pesar de estos negocios de diversos tipos, los socialdemócratas tomaron una decisión relativamente buena. Cuando a Ingvar Carlsson, después del asesinato de Olof Palme, se le permitió ingresar como primer ministro, careció del carisma que Palme había tenido, pero aún se las arregló bien en el gran debate de liderazgo del partido en SVT.  Al igual que durante la época de Palme, Kjell-Olof Feldt tenía una posición central en la campaña electoral socialdemócrata. Feldt también ganó mucha confianza de una gran parte de la comunidad empresarial. Ian Watchmister escribió en su libro Ankdammen que los empresarios solían hablar de Feldt como "claramente el mejor de ellos, con educación financiera, nos entienden", lo que convirtió a Feldt en un ojo rojo para muchos socialdemócratas de izquierda, que fue, entre otras razones, la razón de las Rosas guerras que tuvieron lugar entre 1985 y 1988.

## Resultados
| Partido                                  | Votos     | %     | Escaños | +/– |
| ---------------------------------------- | --------- | ----- | ------- | --- |
| Partido Socialdemócrata (S)              | 2,321,826 | 43.21 | 156     | –3  |
| Partido Moderado (M)                     | 983,226   | 18.30 | 66      | –10 |
| Partido Popular (FP)                     | 655,720   | 12.20 | 44      | –7  |
| Partido del Centro (C)                   | 607,240   | 11.30 | 42      | –1  |
| Partido de la Izquierda-Comunistas (VPK) | 314,031   | 5.84  | 21      | +2  |
| Partido Verde (MP)                       | 296,935   | 5.53  | 20      | +20 |
| Unidad Democrática Cristiana (KDS)       | 158,182   | 2.94  | 0       | –1  |
| Otros partidos                           | 36,559    | 0.68  | 0       | 0   |
| Votos nulos/en blanco                    | 67,331    | –     | –       | –   |
| Total                                    | 5,441,050 | 100   | 349     | 0   |
| Votantes registrados/participación       | 6,330,023 | 85.96 | –       | –   |
| Fuente: Nohlen & Stöver                  |           |       |         |     |

## Gobierno
El gobierno de Carlsson se mantuvo. En la posesión del nuevo gobierno, el primer ministro Ingvar Carlsson declaró que era la intención de su gobierno buscar soluciones amplias a los problemas que eran importantes para nuestra seguridad nacional. Afirmó además que era responsabilidad del gobierno y el esfuerzo de aprovechar todas las buenas iniciativas y trabajar por soluciones amplias.